# Kinderoper

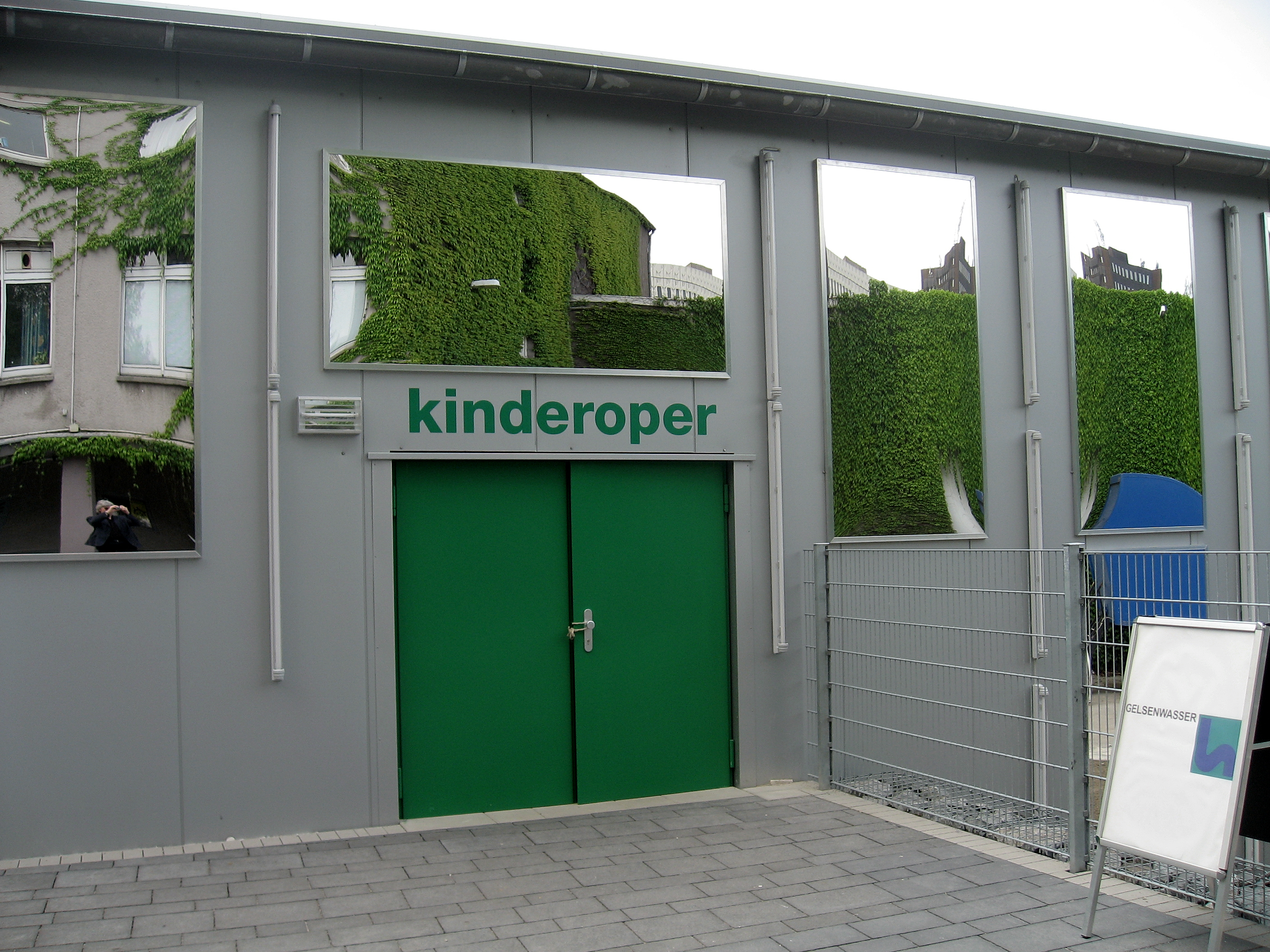
Kinderoper Dortmund

Als Kinderoper werden Musiktheater-Produktionen für ein Kinder-Publikum bezeichnet, sowie Opern, die speziell für die Aufführung durch Kinder – oder auch von Kindern selbst – komponiert wurden. Außerdem werden auf solche Werke spezialisierte Institutionen, Aufführungsstätten oder Programmreihen oft Kinderoper genannt.
Kinderopern sollen Kinder an die Welt der Oper heranführen. Sie können märchenhafte oder andere hauptsächlich für Kinder gedachte Handlungen haben, sie können altersspezifische Musik enthalten, pädagogische Motive haben, für Schulen als Aufführungsorte oder für das Kinderprogramm der Medien vorgesehen sein. Fließend ist oft die Grenze zum Kinderballett.

## Geschichte
Die Schuldramen der Jesuiten im 17./18. Jahrhundert waren zum Teil für Kinder gedacht. In diesem Sinne ist noch Mozarts klassizistisches Singspiel mit religiösem Hintergrund Apollo et Hyacinthus (1767) ein Stück von Kindern für Kinder. Aus diesem Genre entwickelten sich die moderneren Schulopern.
Eine Kinderoper als Operngenre entwickelt sich aber erst seit dem Ende des 19. Jahrhunderts. Das bekannteste Stück ist Hänsel und Gretel (1893) des Komponisten Engelbert Humperdinck, das zur Weihnachtszeit noch heute von vielen deutschsprachigen Stadttheatern aufgeführt wird. Ein Kinderstück oder Weihnachtsmärchen gehörte im 20. Jahrhundert zum Repertoire vieler Opernhäuser, einerseits um ein junges Publikum an das Theater zu gewöhnen, andererseits um die Kasse zu füllen, da die Vorstellungen meist gut besucht waren. Wenige dieser Gelegenheitsstücke überlebten ihre Uraufführung.
Routineproduktionen von künstlerisch zweifelhafter Qualität trugen vor allem den Märchenopern Kritik ein, sodass in der Zeit zwischen den Weltkriegen Erneuerungsbestrebungen in Gang kamen, etwa mit Kurt Weills Lehrstück Der Jasager (1930) oder Paul Hindemiths Wir bauen eine Stadt (1930). Häufig wurden Kinderopern als Transportmittel für Ideologien eingesetzt, was wiederum Anlass zu Kritik gab.
Albert Jenny komponierte 1938 die Märchen-Oper Der Rubin in drei Akten, für Solostimmen, Chor und Orchester, auf das gleichnamige Libretto von Friedrich Hebbel, für die Schulbühne.
Hans Krásas 1938 komponierte Kinderoper Brundibár wurde 1941 im jüdischen Kinderheim Prag uraufgeführt und nach Krásas Deportation im KZ Theresienstadt nachgespielt. Erst nach der Wiederentdeckung der Oper in den 1970er Jahren erfolgte 1985 die deutsche Erstaufführung.
Die Einflüsse von Jazz und Popmusik seit den 1950er Jahren führten zu Mischformen zwischen Oper und Musical. Dem Schuldrama nähert sich wieder Andrew Lloyd Webbers Joseph and the Amazing Technicolor Dreamcoat (1968).
Unter den Komponisten des 21. Jahrhunderts, die Kinderopern schrieben, sind Thierry Tidrow (Nils Karlsson-Däumling, 2018, und andere), Gordon Kampe (Kannst du pfeifen, Johanna, 2013, und andere).
Am populärsten sind nach wie vor Bearbeitungen bekannter Stücke als Kinderopern wie von Mozarts Zauberflöte.

## Bekannte Stücke
- Der 35. Mai von Violeta Dinescu, 1986.
- Ali Baba und die 40 Räuber von Selman Ada (Original: Ali baba ve kırk haramiler), 1989.
- Amahl and the Night Visitors von Gian Carlo Menotti, 1951.
- Atlas der abgelegenen Inseln von Hannes Dufek (Musik)
- Die Ballade von Norbert Nackendick von Willfried Hiller, 1982.
- Der Besuch vom kleinen Tod von Klaus Lang (Musik)
- Die Bremer Stadtmusikanten von Richard Mohaupt, 1949.[2]
- Die Butterbrote Besseresser Oper von Gustavo Strauß (Musik) und Nadia Budde (Libretto), 2022[3]
- The Dangerous Errand von Peter Maxwell Davies, 1990.
- Elster und Parzival von Paul Hertel, 2003.
- Expedition zur Erde von Bernhard König, 1994.
- Die feuerrote Friederike von Elisabeth Naske (Musik)
- Die Gänsemagd von Iris ter Schiphorst (Musik) und Helga Utz (Libretto) (nach dem Märchen der Brüder Grimm), 2009.
- Der Gesang der Zauberinsel von Marius Felix Lange, 2019.
- Die Geschichte von der Schüssel und vom Löffel von Claus Kühnl (nach einem Kinderbuch von Michael Ende), 1997.
- Das Gespenst von Canterville von Marius Felix Lange (nach einer Erzählung von Oscar Wilde), 2013.
- Der gestiefelte Kater von César Cui, 1913.
- Der gestiefelte Kater von Xavier Montsalvatge (Original: El Gato con Botas), 1947.
- Der gestiefelte Kater von Cornel Trăilescu, 1961.
- Der Goggolori von Wilfried Hiller, 1985.
- Die Hamburger Sindbadauken von Benjamin Gordon, 2015.
- Hänsel und Gretel von Engelbert Humperdinck (nach einem Märchen der Brüder Grimm), ca. 1891.
- Hexe Hillary geht in die Oper von Peter Lund, 1997.
- Hilfe, Hilfe, die Globolinks von Gian Carlo Menotti, 1968.
- Der Igel als Bräutigam von Cesar Bresgen, 1951.
- Des Kaisers neue Kleider von Miloš Vacek (Musik) und Miroslava Homolky (Libretto) (Original: Císařovy nové šaty. Kinderoper bzw. -musical nach dem Andersen-Märchen), 1962.
- Krabat von Cesar Bresgen (Musik) und  Otfried Preußler (Libretto), 1982.
- The Little Sweep von Benjamin Britten (Musik) und  Eric Crozier (Libretto), 1949.
- Momotarō, der Pfirsichjunge von Marius Felix Lange, 2019.
- Das Opernschiff oder Am Südpol, denkt man, ist es heiß von Marius Felix Lange, 2005.
- Oskar und die Dame in Rosa von Fabrice Bollon (eine Éric-Emmanuel Schmitt-Vertonung), 2013.
- Peter Pan von Richard Ayres (Musik) und Lavinia Greenlaw (Libretto) (nach der Geschichte James Matthew Barrie), 2013.
- Pollicino von Hans Werner Henze (Musik) und Giuseppe Di Leva (Libretto) (nach Märchen von Carlo Collodi, den Brüdern Grimm und Charles Perrault), 1979/80.
- Ronja Räubertochter von Jörn Arnecke (Musik) und Holger Potocki (Libretto). Eine Familienoper nach dem Kinderbuch von Astrid Lindgren, 2015.
- Der Rubin, orientalische Märchen-Oper von Albert Jenny, (1938) auf den gleichnamigen Text von Friedrich Hebbel
- Schellen-Ursli von Marius Felix Lange, 2019.
- Die Schneekönigin von Marius Felix Lange nach dem Märchen von Hans-Christian Andersen, 2016.
- Schneewittchen von Marius Felix Lange (nach einem Märchen der Brüder Grimm), 2011.
- Die Schwarze Spinne von Judith Weir, 1984 rev. Benjamin Gordon, 2008.
- Das tapfere Schneiderlein von Wolfgang Mitterer (Musik)
- Tranquilla Trampeltreu, die beharrliche Schildkröte von Willfried Hiller, 1981.
- Das Traumfresserchen von Willfried Hiller, 1991.
- The Two Fiddlers von Peter Maxwell Davies, 1978.
- Die versunkene Stadt – eine Geschichte vom Meer von Violeta Dinescu (Musik) und Jutta Schubert (Libretto), 2008.
- Vom Mädchen, das nicht schlafen wollte von Marius Felix Lange (Musik) und Martin Baltscheit (Libretto), 2014.
- Der Wind in den Weiden von Elena Kats-Chernin (Musik) und Jens Luckwaldt (Libretto) (nach dem Buch von Kenneth Grahame), 2019/20.
- Wyld von Gustavo Strauß (Musik) und Sarah Scherer (Libretto), 2024.
- Zwerg Nase von Samuel Hogarth (Musik) und Wolfgang Willaschek (Text) (nach dem Märchen von Wilhelm Hauff), 2013.

## Institutionen

### Staatliche und städtische Opernhäuser für Kinder
Heute besteht die Tendenz, Kinderopern aus dem Opernrepertoire auszuklammern und spezialisierten Ensembles zu überlassen. 1996 wurde die erste Kinderoper europaweit ins Leben gerufen. Die damals Yakult-Halle genannte Kinderoper in der Oper Köln, ein im Foyer aufgestelltes Opernhaus en miniature, wurde zum Vorbild für ähnliche Einrichtungen in anderen Städten. Bedingt durch die Sanierung des Opernhauses befindet sich die Kinderoper Köln derzeit in ihrer Interimsspielstätte Altes Pfandhaus in der Südstadt (ca. 200 m vom Chlodwigplatz entfernt). Danach soll sie wieder in der großen Oper ein eigenes Haus erhalten.
Die Deutsche Oper am Rhein spielt seit Beginn der Intendanz von Christoph Meyer 2009 jedes Jahr eine Kinderoper im Theater Duisburg und in der Oper Düsseldorf. Mit Beginn der Spielzeit 2013/14 starteten die Deutsche Oper am Rhein, die Oper Dortmund und das Theater Bonn eine Kooperation unter dem Titel „Junge Opern Rhein-Ruhr“. Die drei Institute vergeben gemeinsam Kompositionsaufträge für Uraufführungen großer Kinderopern. Im Rahmen dieser Kooperation wurde 2014 Marius Felix Langes Vom Mädchen, das nicht schlafen wollte mit einem Libretto von Martin Baltscheit uraufgeführt, 2015 folgte Jörn Arneckes Familienoper Ronja Räubertochter nach Astrid Lindgrens Kinderbuch (Libretto: Holger Potocki), am 23. April 2016 schließlich wurde Marius Felix Langes Die Schneekönigin (Libretto vom Komponisten) nach Hans Christian Andersen uraufgeführt.
Die opera piccola der Hamburgischen Staatsoper – Oper für Kinder – Oper mit Kindern – feierte 2011 ihr zehnjähriges Bestehen. Von 2001 bis 2011 fanden die Vorstellungen auf Kampnagel statt. Von 2012 bis 2016 wurden Kinderoper in die Opera stabile (kleine Bühne der Staatsoper) aufgeführt.
Die Kinderoper Dortmund wurde am 5. Mai 2008 eröffnet.
Von 1999 bis 2014 wurde die Kinderoper der Wiener Staatsoper ist in einem Zelt auf dem Dach des Opernhauses untergebracht, in dem 31 Eigenproduktionen und mehr als 2000 Vorstellungen gegeben wurden. Die Kinderoper der Staatsoper zog im Herbst 2015 ins Stadttheater Walfischgasse um.
Das Théâtre National du Luxembourg spielt seit 2003 jedes Jahr eine Kinderoper.
Die Deutsche Oper Berlin spielt ihr KinderMusikTheater im Foyer des Opernhauses.
Die Junge Staatsoper in Berlin spielt seit 2010 in der Werkstatt des Schiller-Theaters zwei Kinderopern und eine Jugendoper pro Spielzeit.

### Private Opernhäuser für Kinder
Das Theater für Kinder (gegründet 1968) begann 1979 in Hamburg. Seitdem gibt es in fast jeder Spielzeit eine neue Operninszenierung in hauseigener Bearbeitung. Dazu gibt es seit 2003 ein theaterpädagogisches Fortbildungsprogramm für Lehrer.
Seit 1984 präsentiert das Theater Kontra-Punkt aus Düsseldorf Musiktheater für Kinder. Die Arbeit dieses Theaters steht von Anfang an in der Tradition Strawinskys. Das Theater Kontra-Punkt ist eines der ersten Theater, das Ko-Produktionen zwischen Schulen und professionellen Einrichtungen wie städtischen Symphonieorchestern initiiert.
Seit 2007 spielt die Kammeroper Köln jährlich sieben bis zehn verschiedene theaterpädagogisch begleitete Kinderopern in einem eigenen kleinen Opernhaus in Köln-Rodenkirchen. Zahlreiche Workshops, Konzerte und Galas erweitern das Angebot.
Auch die Bayreuther Festspiele bieten alljährlich Opern für Kinder an. Das von Katharina Wagner initiierte Vorzeigeprojekt startete 2009 mit einem Holländer für Kinder und ist seitdem fester Bestandteil der Festspiele.

### Tourneetheater
1984 wurde das Theater Kontra-Punkt in Düsseldorf gegründet und entwickelte in den ersten Jahren für den Senat in Berlin kleine Musiktheaterwerke für Kinder und Jugendliche. Es folgten eine Reihe von Auftragskompositionen wie Schlimmes Ende nach Philip Ardagh mit der Musik von Hauke Berheide sowie Der kleine Häwelmann vom gleichen Komponisten. Auf dem Düsseldorfer Opernfestival „6-Tage-Oper“ wurden solche Produktionen einem internationalen Publikum bekannt gemacht.
Seit 1990 tourt die Kleine Oper Bad Homburg durch Deutschland und präsentiert professionelles klassisches Musiktheater für Kinder.
Die 1994 gegründete Kinderoper Papageno ist eine Gruppe junger Absolventen des Konservatoriums und der Musikhochschule in Wien, die als Tourneetheater auf klassischen Werken aufbauende Singspiele von Peter Pacher aufführt.
Der gemeinnützige Verein Musikforum Niedersachsen e. V. wurde im Dezember 1999 von der Opernsängerin Almuth Marianne Kroll in Hannover mit dem Ziel gegründet, durch Musiktheater kulturelle Bildung und Erziehung zu fördern. Der Verein hat heute seinen Sitz Braunschweig und seine Kontaktstelle im Landkreis Wolfenbüttel. Schwerpunkt sind Aufführungen für und mit Kindern und Jugendlichen in Theatern, aber auch in Schulen.
Die gemeinnützige Gesellschaft JO! – Junge Oper, gegründet 2004, setzt mit professionellen Opernsänger im deutschsprachigen Raum Opern, Musiktheater, und mehrtägige Workshops für Kinder und Jugendliche um.
Das in Wien gegründete Musiktheater Kinder des Olymp besteht seit 2005.
Die Kinderoper PICCOLINO Wien bietet neben Opern- auch und Ballettaufführungen sowie Musik-Workshops für Kinder. Mittlerweile tourt sie durch ganz Österreich, Deutschland und Südtirol.
Auch das im Jahre 2002 gegründete Junge Musiktheater Hamburg (JMH) ist ein Tourneetheater, das für Kinder bearbeitete Opern aufführt.
Die Taschenoper Lübeck wurde 2004 gegründet und bringt seitdem jährlich eine Neuproduktion heraus. Sie kooperiert seit 2006 mit dem Theater Lübeck, wo sie ihre Premieren auch herausbringt. Daneben tritt sie in Schulen und auf Festivals auf. Im Jahr 2010 erhielt sie beim Rheingau Musik Festival den Rheingau Musikpreis.
Seit 1996 bietet die Junge Kammeroper Köln ebenfalls selbst geschriebene und bearbeitete Kinderopern auf Tournee im ganzen deutschsprachigen Raum an. Gemeinsam mit den Kölner Symphonikern wird jedes Jahr auch eine Opern- oder Operettenproduktion für Erwachsene ins Repertoire aufgenommen.
Seit 2009 gastiert der TourneeOper e. V. (seit 2024 Opernretter GmbH) bundesweit in Grundschulen und Kitas sowie in Gastspieltheatern mit eigenen Kinderopernprogrammen sowie mit einem Brandpräventionsstück.
Die Opernwerkstatt am Rhein führt neben Kinderopern auch kabarettistische Opernprogramme auf.